# Ruth E. Carter
Ruth E. Carter (Springfield, 10 de abril de 1960) é uma figurinista americana. Como reconhecimento, foi vencedora do Óscar 2019 na categoria de Melhor Figurino por Black Panther e do Oscar 2023 por Black Panther: Wakanda Forever.